# Robin Hood (2010)
Robin Hood is een Engels-Amerikaanse film die op 13 mei 2010 in Nederland in première is gegaan, geregisseerd door Ridley Scott. De oorspronkelijke titel zou Nottingham luiden, maar door scriptproblemen werd de titel Robin Hood aangenomen. De film, waarmee het Filmfestival van Cannes van 2010 werd geopend, baseert zich op het begin van de legende.

## Verhaal
Het is eind 12e eeuw in Engeland, wanneer Robin Longstride, een boogschutter, terugkeert van de Derde Kruistocht. Na de dood van Richard Leeuwenhart tijdens een gevecht in Frankrijk, willen Robin en drie andere soldaten (Will Scarlet, Little John en Alan A'Dayle) terugkeren naar hun vaderland, waar ze de afgelopen tien jaar niet meer geweest zijn. Tijdens hun terugkeer naar huis komen ze in aanraking met een opgezette valstrik, gelegd voor de koninklijke garde, die op weg is om Richards kroon af te leveren in Engeland. Deze valstrik is opgezet door Sir Godfrey, een Engelse ridder van Franse afkomst die een alliantie vormt met de koning van Frankrijk. Die had de orders gegeven om koning Richard te vermoorden. De mannen van Godfrey brengen deze garde vervolgens om het leven, maar worden onverwachts onderbroken door Robin en zijn mensen. De Franse koning ontdekt dan dat Robin en zijn gevolg Godfrey te vlug af zijn, en Robins mannen maken vervolgens plannen om zich te vermommen als de koninklijke garde en de kroon van Richard met zich mee te nemen en zo naar het schip (bij Calais) te gaan die voor de oorspronkelijke garde is bedoeld. Voordat ze de plek van het onheil verlaten belooft Robin aan een stervende ridder, genaamd Robert Loxley, om zijn zwaard terug te brengen naar Nottingham en het aan zijn vader te geven.

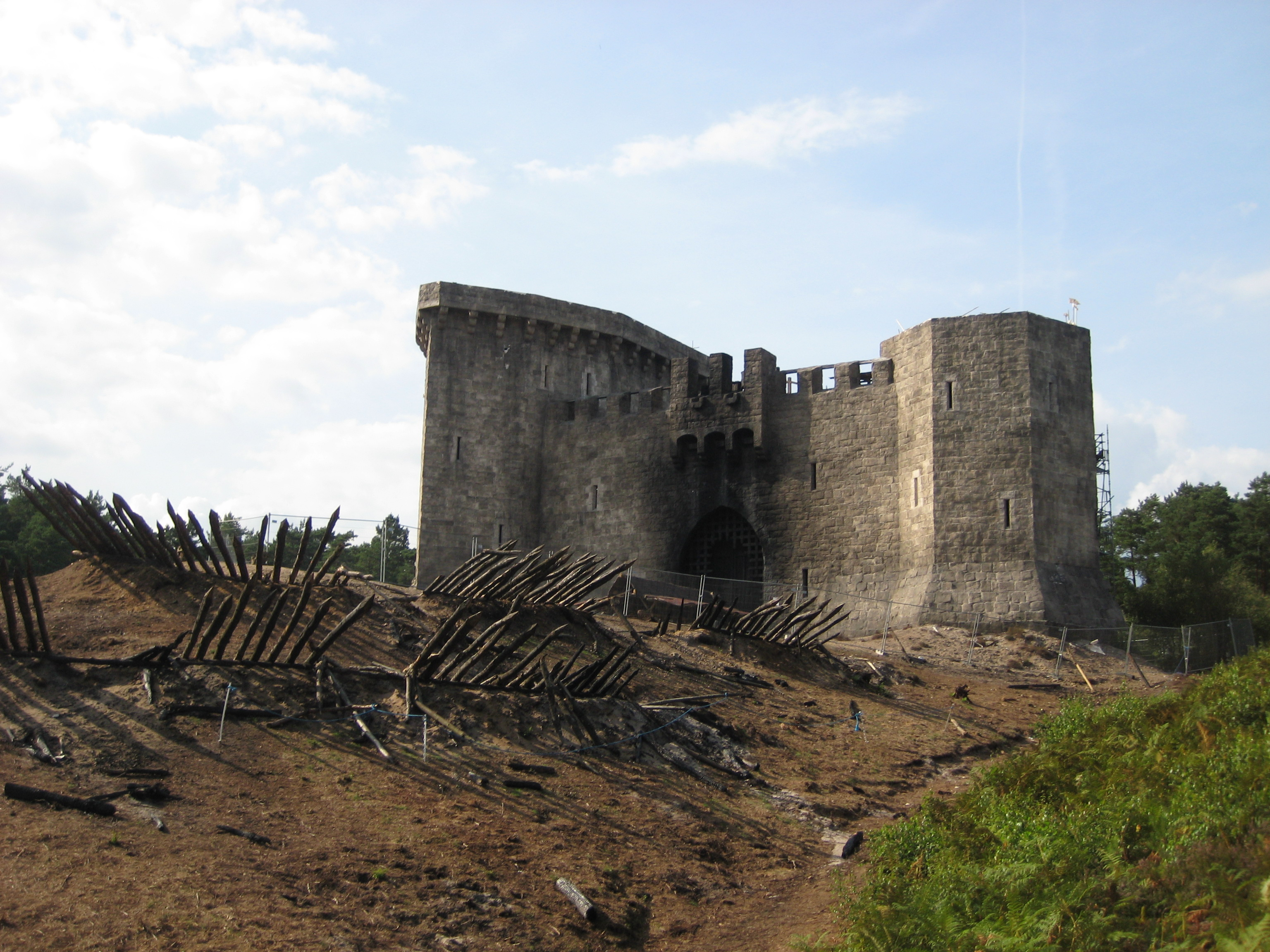
filmlocatie.

Wanneer de mannen arriveren in Engeland wordt Robin (die zich intussen de identiteit van Robert Loxley heeft aangenomen) verkozen om de koninklijke familie in te lichten over de dood van de koning. Daarna is hij getuige bij de benoeming van koning John, die de jongere broer is van de recent overleden Richard. De arrogante koning neemt vervolgens een drastisch besluit. Hij toont geen medelijden met zijn arme koninkrijk en eist keiharde belastingverhogingen door heel het land, en zendt Godfrey naar het noorden van Engeland met de opdracht om kracht te zetten achter de verhoogde belastingen. De onwetende koning John is zich er dan nog niet van bewust dat Godfrey een spion is van de Franse koning en dat hij zijn macht gebruikt om oproer en onrust te kweken in het voordeel van de Fransen. Daarbij gebruikt hij Franse troepen om een burgeroorlog te ontketenen in Engeland.
Intussen gaan Robin en zijn compagnons naar Nottingham, waar Sir Walter, Loxleys vader, hem vraagt de identiteit van zijn zoon aan te blijven houden om te voorkomen dat de familielanderijen in het bezit komen van het koninklijk domein. Lady Marion, Loxleys weduwe, is in eerste instantie niet zo opgezet met Robins aanwezigheid, maar krijgt gevoelens wanneer hij buitgemaakte graankorrels terugbrengt om ze te kunnen planten om in de levensbehoefte van de plaatselijke burgers te voorzien.
Intussen hebben Godfreys acties de noordelijke baronnen verenigd, die uitmarcheren om koning John te ontmoeten en een getekend verdrag te eisen in een charter van rechten (Magna Carta). Gerealiseerd door Godfreys verraad en wetende dat hij zijn volk bij elkaar moet houden voor de aankomende invasie van de Franse koning, belooft de koning het charter te tekenen. Een gevecht volgt kort daarop, wanneer Godfrey bezig is met het plunderen van Nottingham. Hij wordt daarop verjaagd door Robin en de noordelijke baronnen. Vlak voor het gevecht werd Walter gedood door Godfrey.
Later volgt de invasie aan de Engelse zuidkust van de Franse troepen, die zich onverwacht geconfronteerd zien met het Engelse leger. De Engelse roepen vervolgens de overwinning uit. Gedurende de strijd weet Robin zijn rivaal Godfrey met een pijlschot te doden. Na de veldslag trekt koning John zijn belofte terug over het ondertekenen van een vermeend charter van recht. Hij verbrandt het document voor het aanzicht van het aanwezige publiek en verklaart Robin tot vrijbuiter. Als reactie hierop vertrekt Robin naar Sherwood Forest met Lady Marion en vrienden om zo de vrijbuiters van Sherwood Forest te vormen.

## Rolverdeling
- Russell Crowe als Robin Longstride / Robin Hood
- Cate Blanchett als Lady Marian. Een vrouw met een sterk karakter en weduwe van Robert Loxley. Wordt de nieuwe liefde van Robin en zorgt voor haar schoonvader Walter en is tevens hoeder van Pepper Harrow.
- Mark Strong als Sir Godfrey. De rechterhand van koning John en grootste rivaal van Robin. Hij lijkt John te dienen maar vormt echter een alliantie met de Franse koning en is uit op macht voor zichzelf.
- Oscar Isaac als Prince John. Is de jongere broer van Richard. Egoïstisch, achterdochtig en slecht gehumeurd, anderzijds moedig, zelfverzekerd en licht charismatisch.
- William Hurt als William Marshall.
- Kevin Durand als Little John.
- Matthew Macfadyen als de Sheriff van Nottingham.
- Eileen Atkins als Eleonora van Aquitanië. Is de moeder van Richard en John, echter ontkent ze niet dat ze meer van Richard hield als zoon.
- Scott Grimes als Will Scarlet.
- Bronson Webb als Jimoen.
- Mark Addy als Broeder Tuck.
- Alan Doyle als Allan a Dale.
- Léa Seydoux als Isabella van Angoulême.
- Danny Huston als Koning Richard. Hij sneuvelt tijdens een belegering in Frankrijk.
- Max von Sydow Sir Walter Loxley.
- Mark Lewis Jones als Thomas Longstride, Robin Hoods vader.
- Jonathan Zaccaï als Koning Filips II van Frankrijk.

## Productie
De plot van het verhaal zou draaien rond de liefdesdriehoek tussen Robin Hood, Lady Marian en de sheriff van Nottingham. Dit keer zou de sheriff van Nottingham in een wat minder kwaad daglicht worden gebracht en meer als hoofdpersoon naar voren worden geschoven, en worden de meer donkere kanten van Robin Hood oftewel Robin van Loxley belicht. Dit was oorspronkelijk het verhaal voordat de film in productie zou gaan. Russel Crowe kon zich telkens niet echt vinden in het script waardoor het filmen steeds meer vertragingen opliep.
Regisseurs als Bryan Singer en Sam Raimi werden benaderd voor het regisseren van het project.